# Grzegorz Wiśniewski (historyk kultury)

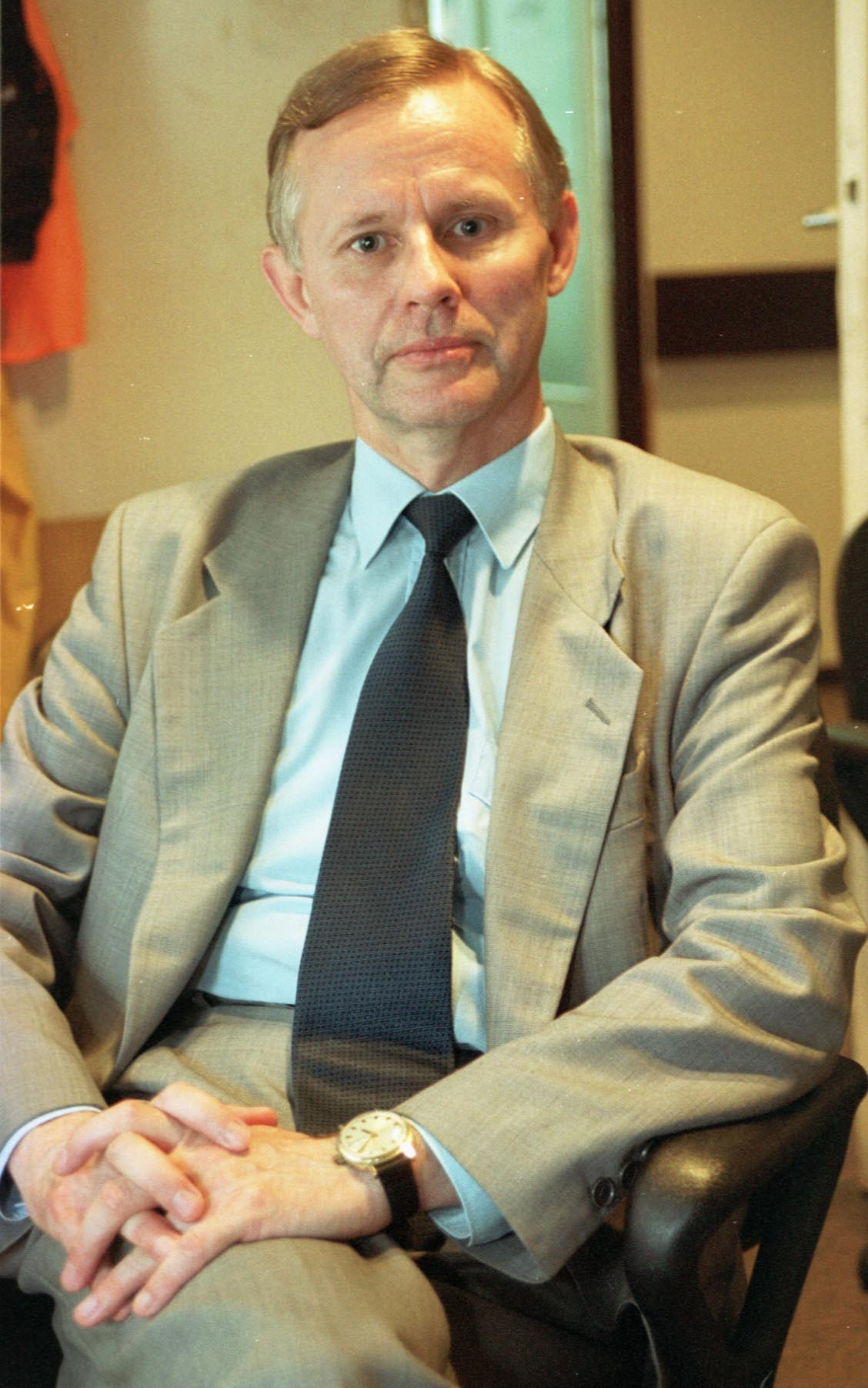
Grzegorz Wiśniewski (2002)

Grzegorz Wiśniewski (ur. 9 stycznia 1948 w Poznaniu) – polski historyk kultury, eseista, pisarz muzyczny, tłumacz, organizator życia kulturalnego; badacz i popularyzator kultury rosyjskiej i polsko-rosyjskich kontaktów artystycznych. 
Ukończył studia lekarskie (Akademia Medyczna w Poznaniu, 1969). W czasie studiów i bezpośrednio po ich ukończeniu działał w Zrzeszeniu Studentów Polskich, m.in. jako przewodniczący Rady Okręgowej ZSP w Poznaniu (1970-1972). Uzyskał stopień doktora filozofii (Akademia Nauk Społecznych w Moskwie, 1978).
Jako autor debiutował w prasie w 1968 r. Ma w swoim dorobku ponad dwadzieścia książek – monografii i szkiców monograficznych, zbiorów esejów, leksykonów. Współpracował z wieloma czasopismami kulturalnymi, a także z Polskim Radiem i Telewizją Polską.
Pełnił szereg kierowniczych funkcji w życiu kulturalnym – był m.in. starszym inspektorem w Wydziale Kultury Komitetu Centralnego PZPR (1978–1988), wicedyrektorem Ośrodka Informacji i Kultury Polskiej w Moskwie (1988–1992), wicedyrektorem Departamentu Sztuki w Ministerstwie Kultury i Sztuki (1995–1997), wicedyrektorem Centrum Międzynarodowej Współpracy Kulturalnej „Instytut Adama Mickiewicza” (2002–2005). W latach 2003–2004 przewodniczył Polskiemu Komitetowi Obchodów 300-lecia Sankt Petersburga. W latach 1986–1988 był członkiem Prezydium Rady Głównej Stowarzyszenia Autorów Polskich, w latach 2000–2011 – sekretarzem generalnym Związku Literatów Polskich, w latach 2016-2023 – jego wiceprezesem. W latach 2005–2009 był wiceprezesem Polskiego Oddziału Stowarzyszenia Kultury Europejskiej (SEC); od 2019 roku pełni tę funkcję ponownie. 
Wykładał na Akademii Nauk Społecznych w Warszawie, Uniwersytecie Warszawskim, Akademii Teatralnej w Warszawie, Wszechnicy Polskiej – Szkole Wyższej w Warszawie.
Otrzymał szereg nagród za działalność twórczą, a także odznaczeń państwowych – wśród nich Złoty Krzyż Zasługi (1979) oraz Krzyż Kawalerski (1986) i Oficerski (2002) Orderu Odrodzenia Polski.

## Książki
- Polsko-radzieckie stosunki kulturalne w latach siedemdziesiątych. Współpraca kultur artystycznych. Poznań 1980
- Panorama i zbliżenia. Szkice o muzyce i muzykach Moskwy. Poznań 1987
- Od Szalapina do Kozłowskiego. Opery Moniuszki w Rosji. Warszawa 1992
- Twórcy i kreacje. Muzyka w Rosji wczoraj i dziś. Poznań 1993
- Igor Bełza. Poznań 1996
- Pięć polskich losów w Rosji. Warszawa 1999, wyd. ros. Moskwa 2003
- Wielcy Mazowsza. Bydgoszcz 2001
- Pisarze polscy – członkowie ZLP w latach 1990–1999. Informator bibliograficzny. Warszawa-Kielce 2002
- Stanisław Moniuszko i jego opery w Petersburgu. Petersburg 2002, 2004 (wyd. dwujęzyczne w jęz. pol. i ros.)
- Od Puszkina do Michałkowa. Muzy stolic Rosji. Warszawa 2003
- Rok Norwidowski 2001 na Mazowszu. Warszawa 2003
- Leksykon postaci operowych. Kraków 2006
- Moskwa. Portret – przewodnik. Dzieje – zabytki – kultura. Toruń 2008, 2012, 2015
- Kontakty kulturalne Polski z krajami Wspólnoty Niepodległych Państw w zaraniu XXI wieku. Warszawa 2009
- Fryderyk Chopin w oczach Rosjan. Antologia. Warszawa 2010 (wyd. dwujęzyczne w jęz. pol. i ros.)
- Bałakiriew w Warszawie i Żelazowej Woli. Warszawa 2011, wyd. ros. Moskwa 2013
- 25 lat orkiestry Sinfonia Varsovia: 1984-2009. Warszawa 2012 (także wyd. w jęz. ang.)
- Kultura w Polsce w dobie Edwarda Gierka (1971-1980). Kalendarium. Warszawa 2013, II wyd. rozszerz. jako Kultura artystyczna w Polsce w dekadzie Edwarda Gierka (1971-1980). Kronika. Pułtusk–Warszawa 2016
- Polskie drogi w Petersburgu. Świacki, Słonimski, Britaniszski, Koczergin. Warszawa 2014, wyd. ros. Moskwa 2015
- Między Polską i Rosją – Igor i Swiatosław Bełzowie. Warszawa-Pułtusk 2016, wyd. ros. Moskwa 2018
- Muzyka, teatr, książka w Rosji. Szkice. Toruń 2018
- Komedie Aleksandra Fredry w Rosji. Warszawa 2021, 2023
- Twórczość operowa Stanisława Moniuszki na scenach Rosji. Warszawa 2021
- Związek Zawodowy Literatów Polskich w latach 1920-1939. Warszawa 2023